# Тяжёлый случай: Записки хирурга
Тяжелый случай: Записки хирурга — сборник эссе, написанный американским хирургом Атулом Гаванде. Гаванде написал эту книгу во время своей ординатуры по общей хирургии в больнице Бригама и Женского госпиталя. Книга была опубликована в 2002 году издательством Picador. Книга состоит из трех разделов: «Неизбежность ошибок», «Тайна» и «Неопределенность», в каждом из которых рассматриваются проблемы, с которыми могут столкнуться врачи при выполнении различных процедур в медицине. Книга ставит перед врачами различные задачи, которые приводят к неизбежному возникновению ошибок.

## Предпосылки
Атул Гаванде написал книгу «Тяжелый случай» во время своей хирургической ординатуры в больнице Бригхэм и Женской больнице. Работая примерно 110 часов в неделю, Гаванде приходилось оставлять написание эссе на вечернее время и выходные дни. Хотя количество времени, которое Гаванде тратил на работу, затрудняло выполнение его писательских проектов, такая большая рабочая нагрузка позволила ему получить больше впечатлений. До публикации книги «Тяжелый случай» Гаванде опубликовал некоторые эссе в журнале The New Yorker, в том числе «Болевое недоумение», «Когда врачи совершают ошибки», «Тошнотворное чувство», «Чье это тело?», «Когда хорошие врачи становятся плохими», «Багровый прилив», «Окончательный расчет» и «Человек, который не мог перестать есть». Книга «Тайна мертвого ребенка» была также опубликована до выхода «Тяжелого случая» в журнале Slate.

## Темы

### Ошибочность в медицине
В книге «Тяжелый случай» Гаванде пытается прояснить медицину. Во многих эссе, включенных в книгу, в частности «Когда врачи совершают ошибки» и «Воспитание ножа», показаны многие ошибки, которые врачи могут совершить при лечении своих пациентов. В этих двух эссе Гаванде рассказывает о своих собственных трудностях при установке центрального венозного катетера и проведении экстренной трахеостомии, которая едва не привела к смерти пациента. Эти анекдоты служат цели пролить свет на ошибочность врачей и несовершенную природу медицины. Поскольку врачи — люди, они также склонны совершать ошибки при оценке состояния своих пациентов или при выполнении определенной процедуры. Это очеловечивание врачей, которое происходит в «Тяжелом случае», снимает давление, которое могут испытывать врачи, когда совершают человеческие ошибки, а также призывает к новой культуре работы с пациентами. Зная об ошибках, присутствующих в медицине, пациенты, обладающие большей информацией, могут знать, как задавать правильные вопросы в нужные моменты, чтобы подвергать сомнению мнение врачей, что может снизить вероятность ошибок и в то же время знать, когда нужно верить в систему в чрезвычайных ситуациях.

### Тайна в медицине
Одна из главных тем, которую затрагивает Гаванде, — это тема тайн в медицине. Весь второй раздел книги, «Тайна», посвящен случаям пациентов, которых Гаванде обслуживает и которые возникают по неизвестным причинам или просто редко встречаются. Случай с красной ногой (он приводится в части 3 — «Неопределенность») — пример того, как тайна, скрывающаяся за болезнью, влияет на работу, которую приходится выполнять врачам. Когда пациент столкнулся со сценарием, в котором у него мог быть либо обычный целлюлит, либо редкий, смертельно опасный некротический фасциит. Под сильным влиянием своего недавнего знакомства с некротическим фасциитом Гаванде решает сделать биопсию. Этот случай отражает, как иногда врачи должны использовать не только науку для лечения пациентов, но и интуицию из-за того, что современная наука не может четко определить болезнь. Эта тема также находит отклик в книге «Болевое недоумение», которая посвящена проблемам лечения боли, вызванной мозгом. Врачи не знают причин этой боли и не знают, как ее лечить. Эта загадка, окружающая медицину, демонстрирует ее собственное несовершенство, о котором должны знать и врачи, и пациенты. Зная о недостатках медицины, и врачи, и пациенты могут улучшить уход и отношения между врачом и пациентом, поскольку они знают, чего может достичь медицина благодаря науке и ее ограничениям.

### Этика в медицине
В книге «Тяжелый случай» рассматриваются многие этические вопросы, существующие сегодня в медицине. В книге «Образование ножа» обсуждается мораль процесса обучения будущих врачей. Будущие врачи учатся выполнять определенную процедуру, делая операции на пациентах, а это значит, что некоторые пациенты должны быть первыми для будущих врачей при изучении операции, как в случае с Гаванде, когда он учится проводить центральную линию. В связи с этим возникает моральная дилемма: справедливо ли это по отношению к тем пациентам, которым впервые приходится сталкиваться с недостатками, связанными с тем, что неопытный врач делает им операцию. Дополнительная проблема заключается в том, что если обучающимся врачам не разрешают проводить операции, то как они смогут полностью освоить концепцию хирургии, не применяя ее на практике.
Этическая дилемма, возникающая в связи с автономией пациентов против патриархальности врачей, также обсуждается в «Тяжелом случае». Этот вопрос заключается в том, кто контролирует процедуру, которая должна быть применена при столкновении со сценариями жизни и смерти — врач или пациент? В эссе «Чье это тело?» Гаванде подробно описывает свой непосредственный опыт столкновения с этой дилеммой. Врачи хотели перевести пациента на искусственное дыхание, чтобы поддержать его жизнь, но пациент не хотел, чтобы его переводили на него. Когда пациент потерял сознание, врачи приступили к ассистированию его дыхания, что позволило ему остаться в живых. Этический вопрос, возникающий в этой ситуации, заключается в том, должен ли пациент иметь полный контроль над своим телом, несмотря на меньшие знания по сравнению с врачами, которые могут спасти его жизнь?

## Отзывы
Доктор Роберт Кроуэлл из Медицинской школы Массачусетского университета описывает стиль Гаванде как «смесь захватывающих хирургических случаев, тщательного изучения соответствующей научной литературы, сострадательного партнерства с пациентом и изучения этических и философских соображений». Использование Гаванде слов в значительной степени иллюстрирует важные образы, которые он хочет, чтобы читатель уловил; это мастерство было названо «словесной магией» газетой The New York Times.
The New York Review of Books отметили, что Гаванде признаёт свои собственные недостатки, а также недостатки других врачей. Эта прямая честность позволяет Гаванде «приподнять завесу неясности и запутанности», которая скрывает правду о медицине и хирургии. Другой рецендент утверждает, что «„Тяжелый случай“ впечатляют своей правдивостью и достоверностью», благодаря чему Гаванде способен просвещать свою читательскую аудиторию, одновременно развлекая ее своими анекдотами.

## Признание
Книга «Тяжелый случай» стала финалистом Национальной книжной премии в номинации «Нехудожественная литература» в 2002 году. После первоначальной публикации в 2002 году в США книга «Тяжелый случай» была опубликована на примерно 20 языках в более чем 100 странах.